# Ferdinand Magellan Railcar
U.S. Car No. 1  es un coche histórico ubicado en Miami, Florida.  U.S. Car No. 1 se encuentra inscrito  en el Registro Nacional de Lugares Históricos desde el 24 de agosto de 1977.  

## Ubicación
U.S. Car No. 1 se encuentra dentro del condado de Miami-Dade en las coordenadas 25°37′02″N 80°24′02″O / 25.617117, -80.400647.